# Museo della scienza e dell'industria
Il Museo della Scienza e dell'Industria (MSI - Museum of Science and Industry) di Chicago è una storica istituzione scientifica, la cui sede è situata nel distretto di Hyde Park presso il Lago Michigan. Nel 2009, il museo è stata la terza attrazione culturale di Chicago più visitata. Esso è stato costruito per l'esposizione universale di architettura nel 1893.

## Collezioni
Tra le varie esposizioni, il Museo ospita una miniera di carbone in attività, un sottomarino tedesco U-505 catturato durante la seconda guerra mondiale, un modellino ferroviario di 330 metri quadrati, il primo treno passeggeri con motore diesel in acciaio inox Pioneer Zephyr e l'Apollo 8 che ha portato i primi uomini intorno alla Luna. Nel museo è presente una postazione del gioco mindball.